# Aegithalos bonvaloti
Il codibugnolo ciglianere (Aegithalos bonvaloti (Oustalet, 1892)) è un uccello passeriforme della famiglia Aegithalidae.

## Etimologia
Il nome scientifico della specie, bonvaloti, venne scelto in omaggio all'esploratore francese Pierre Bonvalot, che reperì gli esemplari poi utilizzati per la descrizione scientifica di questi uccelli.

## Descrizione

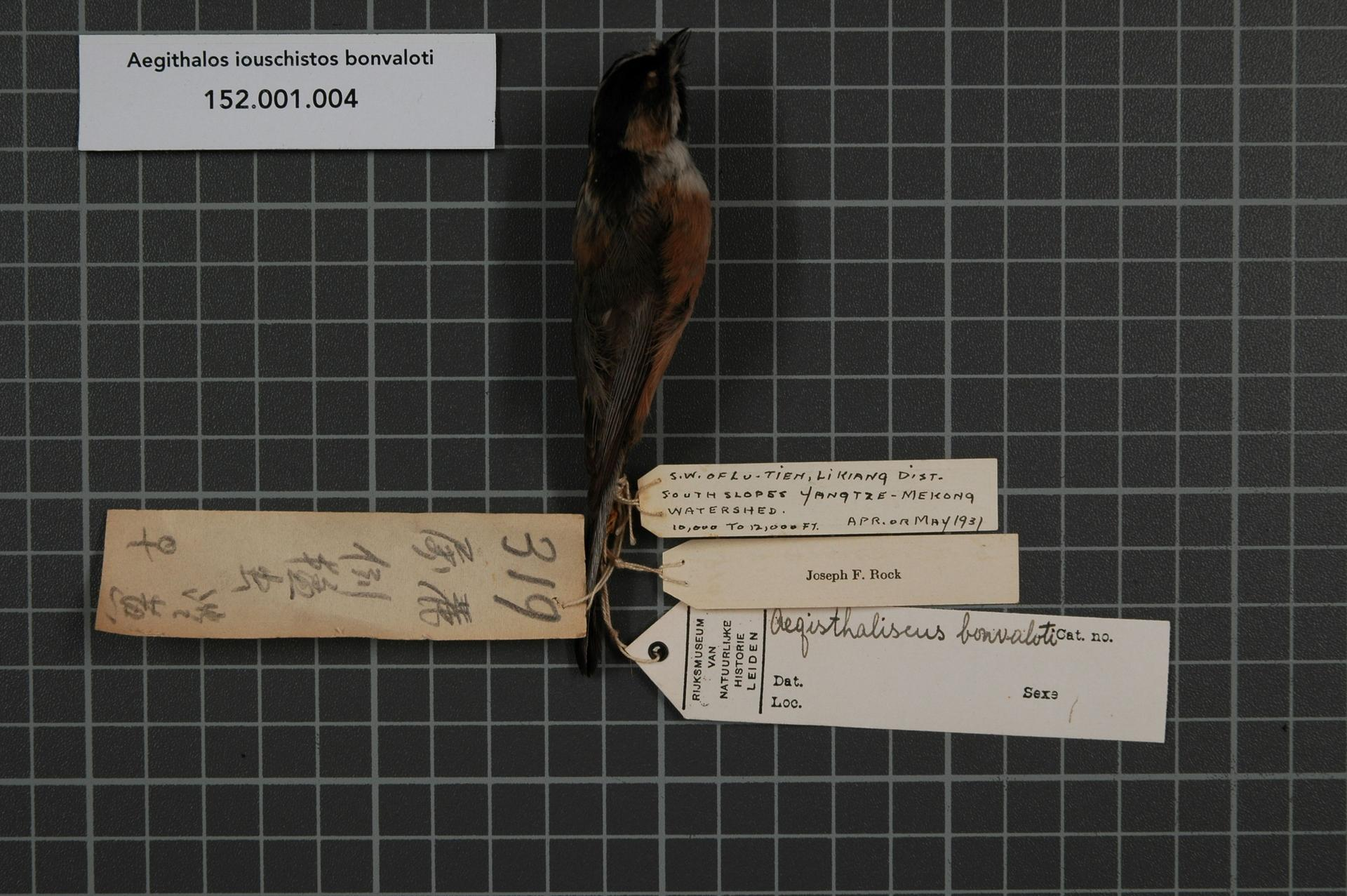
Veduta laterale di femmina impagliata.

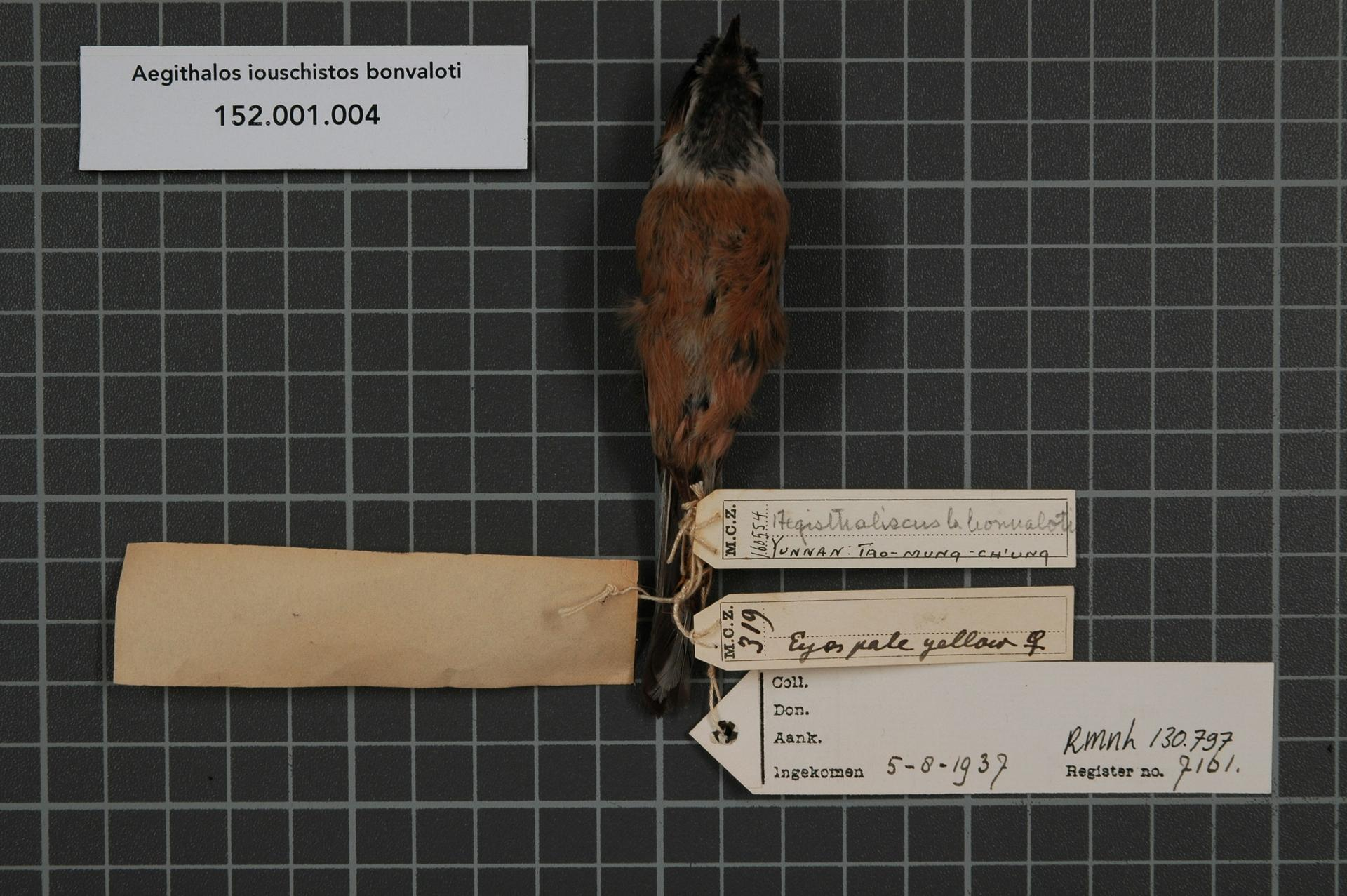
Veduta ventrale di femmina impagliata.

### Dimensioni
Misura 11 cm di lunghezza, per 5-8,5 g di peso.

### Aspetto
Si tratta di uccelletti dall'aspetto paffuto e arrotondato, muniti di grossa testa arrotondata con corto becco conico dalla mandibola superiore lievemente ricurva verso il basso, ali corte ma appuntite e coda lunga quasi quanto il corpo e dall'estremità cuneiforme.
Il piumaggio è di colore grigio ardesia su ali, groppa, codione e coda (con quest'ultima e le remiganti più scure e tendenti al nerastro, mentre le penne della coda presentano superficie inferiore dalla punta bianca), mentre il dorso tende al castano-aranciato, e dello stesso colore sono petto, ventre (con tendenza a schiarirsi sul sottocoda) e guance: la gola è biancastra e delimitata da un mustacchio nero sottolineato esternamente di bianco, mentre il sopracciglio, la nuca e l'area attorno agli occhi sono neri.
Il becco è nerastro, le zampe sono di color carnicino e gli occhi sono gialli.

## Biologia
Si tratta di uccelletti dalle abitudini diurne, che vivono in gruppetti familiari, talvolta associandosi in stormi misti con specie affini in termini di abitudini di vita: essi passano la maggior parte della giornata alla ricerca di cibo fra i rami bassi degli alberi e fra i cespugli.

### Alimentazione
Pur mancando informazioni sulla dieta di questi uccelli, molto verosimilmente essa non differisce di molto da quella degli altri codibugnoli.

### Riproduzione
La stagione degli amori inizia alla fine di marzo e prosegue fino a giugno: durante il periodo riproduttivo le coppia tendono a isolarsi dal gruppo d'appartenenza, diventando territoriali.
La costruzione del nido (a forma di sacco, composto da ragnatela e licheni e foderato internamente di piumino, situato nel folto della vegetazione cespugliosa a un paio di metri dal suolo) e l'allevamento della prole sono attività portate avanti da ambedue i genitori, mentre la cova delle 4-8 uova è compito esclusivo della femmina e dura poco meno di due settimane.

## Distribuzione e habitat
Il codibugnolo ciglianere è diffuso in Cina meridionale (Sichuan, Yunnan nord-occidentale e Guizhou occidentale), Tibet sud-occidentale ed estremo nord della Birmania, con avvistamenti anche nell'estremo nord-est dell'Arunachal Pradesh.
L'habitat di questi uccelli è rappresentato dalla foresta decidua temperata e subtropicale a predominanza di salice, sia primaria che secondaria, purché con presenza di denso sottobosco cespuglioso.

## Tassonomia
Se ne riconoscono due sottospecie:
- Aegithalos bonvaloti bonvaloti (Oustalet, 1892) - la sottospecie nominale, diffusa in gran parte dell'areale occupato dalla specie;
- Aegithalos bonvaloti obscuratus (Mayr, 1940) - endemica del nord del Sichuan;

In passato, veniva considerata una sottospecie di questi uccelli anche il codibugnolo birmano, col nome di A. bonvaloti sharpei, ma le analisi molecolari ne hanno evidenziata la distanza a livello genetico e la susseguente elevazione al rango di specie a sé stante.

Gli stessi studi hanno evidenziato inoltre un'estrema affinità genetica del codibugnolo ciglianere al codibugnolo fronterossiccia e al codibugnolo fuligginoso (col quale la presenza di analogie a livello di DNA mitocondriale farebbe pensare ad episodi remoti di ibridazione fra femmine di quest'ultima specie e maschi di codibugnolo ciglianere), con le quali forma una superspecie.